# Джери Рафърти
Джери Рафърти (на английски: Gerry Rafferty) (1947 – 2011) е шотландски рок певец и автор на много песни, повечето от които стават хитове. Майка му е шотландка, а баща му е ирландец. В своите ранни години Джери печели пари като уличен музикант (тогава незаконна практика). Неговият най-голям поетичен хит е „Baker Street“. Участва в групата Стийлърс Уийл, чийто търговски връх е песента „Stuck In The Middle With You“.
През ноември 2010 г. е приет в Кралската борнмътска болница, където е поставен на животоподдържащи системи и се лекува от заболявания на множество органи. След като системите му са изключени, той за кратко показва оздравителни признаци и възлага надежди за възстановяване. Рафърти умира в дома на дъщеря си Марта в Страуд. Причината за смъртта му е чернодробна недостатъчност. Тогава той е навършил 63 години.

## Дискография
- 1972 – „Can I Have My Money Back“
- 1978 – „City to City #1 US Platinum“
- 1979 – „Night Owl Top 10 UK, Top 10 US Gold“
- 1980 – „Snakes and Ladders #15 UK Silver, #50 US“
- 1982 – „Sleepwalking“
- 1988 – „North and South“
- 1991 – „Right Down The Line: The Very Best of Gerry Rafferty“
- 1992 – „On a Wing and a Prayer“
- 1994 – „Over My Head“
- 2000 – „Another World“
- 2006 – „Days Gone Down. The Anthology: 1970 – 1982“